# Meest
Компанія «Meest» — міжнародний поштово-логістичний оператор з доставки по Україні та за кордон.

## Історія
Компанія «Meest» входить до складу поштово-логістичної групи «Meest Group», яка утворилася з міжнародної корпорації «Meest» (Meest Corporation Inc., Торонто, Канада) 1989 року. Саме у 1989 році засновник компанії з партнерами заснували радянсько-канадське підприємство, що надавало сервіс доставки посилок між Канадою та Україною.
Представництво в Україні працює з 2005 року. Компанія ТОВ "Тjhujdbq lsv «Міст Експрес» була зареєстрована 3 жовтня 2008 року.
З 2010 року діє доставка до поштоматів. У 2014 році ТД «Міст Експрес» об'єднався з Postman, Tochka, Star Express та PGK Groupe.

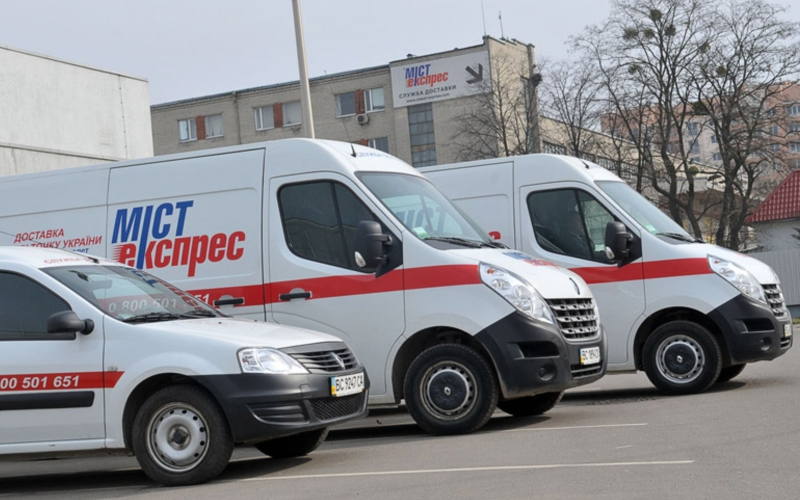
Транспорт компанії

## Гуманітарна діяльність

### Російсько-українська війна
Після повномасштабного вторгнення РФ до України Meest-America організував збір і доставку допомоги з США, протягом перших тижнів було доставлено 120 тонн. Компанія співпрацює з Razom, NovaUkraine та Revived Soldiers Ukraine.
5 квітня 2022 року відновила роботу міжнародна доставка myMeest, компанія зберігала на складах посилки, доставити які не можна було через бойові дії.
Гуманітарні вантажі для України приймають усі офіси Meest, вантажі передаються як до львівської військової адміністрації, так і до деяких громадських та волонтерських організацій. Наприкінці березня спільно з БФ Canada-Ukraine Foundation компанія запустила доставку в Україну 20-кг наборів їжі тривалого зберігання, які розподіяються через волонтерські організації. Meest розміщує у своїх офісах тимчасових переселенців та допомагає українцям втекти від війни.